# Torre del Vescovo

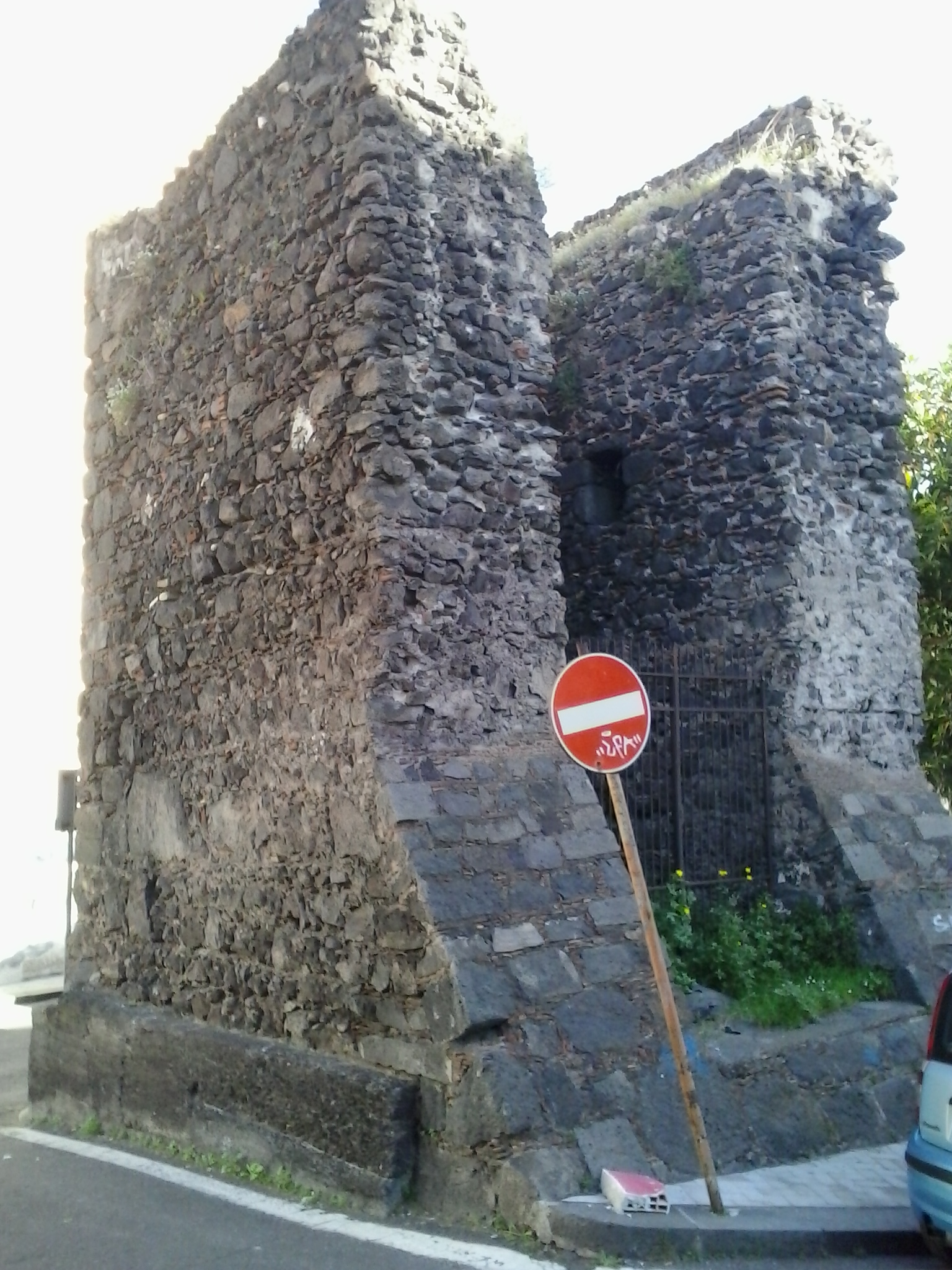
Torre del Vescovo, Catania

De Torre del Vescovo of Bisschopstoren is een torengebouw en voormalig ziekenhuis in het centrum van de Siciliaanse havenstad Catania. De wijk heet Antico Corso en de straat waar de toren staat, heet Via Antico Corso.

## Toren vanaf 1302
Het gaat om een van de oudste torens van Catania. Begin 14e eeuw, te starten met 1302, werd een verdedigingstoren gebouwd. Dit was een idee van het heersende Huis Aragon. De toren stond vlak buiten en voor de middeleeuwse ringmuur. De lokalisatie was noordwest ten opzichte van Catania. Ze had een verdedigingsfunctie richting binnenland, met name tegen indringers die langs de voet van de Etna over de heuvel Collina di Montevergine zouden aanvallen.
Bisschop Antonio de’Vulpone, bisschop van Catania kocht de toren; vandaar kreeg de toren haar naam. Hij richtte de toren in als lazaret, zodat zwaar zieken buiten de middeleeuwse stad werden verzocht. De toren had met andere woorden een dubbele functie: een militaire en een verplegende. De eerder kleine afmetingen van de toren waren problematisch tijdens pestepisodes in de stad.

## Toren vanaf 1556
Van de middeleeuwse toren is enkel de vierhoekige basis bewaard. De rest dateert van 1556. Keizer Karel V, die koning van Sicilië was, besliste om de stad Catania te versterken tegen invallende Ottomanen. De Mura di Carlo V bestonden uit een fortengordel van elf bastions en een ringmuur met zeven poorten rondom Catania. De Torre del Vescovo werd heropgebouwd met blokken vulkaansteen, zoals de andere gebouwen uit 1556, en bezat waarschijnlijk twee verdiepingen met bovenaan kantelen voor boogschutters. De vulkaanstenen werden afgewisseld met fragmenten van terracotta en samengehouden met mortel.
Onmiddellijk naast de Torre del Vescovo verrees een van de elf bastions, namelijk de Bastione degli Infetti of het Bastion van de Besmetten. Naast de militaire functie moest dit bastion ook dienen als gasthuis. De gezamenlijke naam van de Torre del Vescovo en de Bastione degli Infetti was Ospedale degli Infetti ofwel Ziekenhuis voor Besmetten. Deze naam werd gegeven bij de pestuitbraak van 1576 en de naam is gebleven.
Van het ziekenhuiscomplex bleef nog weinig overeind na de Etna-uitbarsting van 1669 en de aardbeving van 1693. Er bleven een torenruïne en de basismuren van het bastion over.